# Dryops nepalensis
Dryops nepalensis is een keversoort uit de familie ruighaarkevers (Dryopidae). De wetenschappelijke naam van de soort werd in 1986 gepubliceerd door Olmi.